# آپریلتسی (استان کرجالی)
آپریلتسی (به بلغاری: Apriltsi) یک منطقهٔ مسکونی در بلغارستان است که در شهرستان کیرکوفو واقع شده‌است.